# Mădăras - zona de agrement
Mădăras - zonă de agrement este situată în localitatea Mădăras, zonă ce aparține de orașul Ardud din județul Satu Mare, Transilvania, România. Este așezată pe o coamă de deal, străbătută de canalul Homorod.

## Așezare
Este situată la 2,5 km de localitatea Mădăras, la 9 km de municipiul Satu Mare și la 6 km de orașul turistic medieval Ardud. 

Accesul spre zona de agrement se face din Drumul European E81 / Drumul Național 19A, prin strada Viilor.